# Erdbeben in der Irpinia 1980

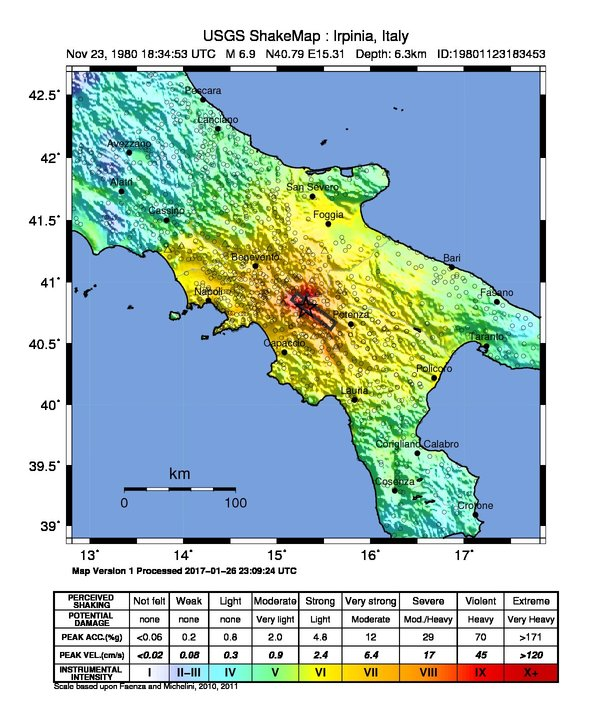
Erdbeben in der Irpinia 1980

Das Erdbeben in der Irpinia, oder kurz Irpinia-Erdbeben, im Jahr 1980 (italienisch Terremoto dell’Irpinia) mit Erdstößen der Stärke 6,89 auf der Momenten-Magnituden-Skala erschütterte die Regionen Kampanien und Basilicata am 23. November 1980 um 18:34 Uhr UTC. Das Schüttergebiet umfasste eine Region zwischen Neapel und Potenza. Das Hypozentrum des Erdbebens lag in einer Tiefe von 20 km.

## Auswirkungen des Erdbebens
Am schwersten betroffen war die Region Irpinia in der Provinz Avellino. Schwere Schäden verzeichneten auch die Provinzen Benevento, Salerno und Potenza. Starke Zerstörungen gab es um Conza della Campania in den Orten Castelnuovo di Conza, Laviano, Lioni, Sant’Angelo dei Lombardi, Santomenna, Calabritto, Caposele, Guardia Lombardi, Pescopagano, Sant’Andrea di Conza, San Mango sul Calore, San Michele di Serino, Senerchia und Teora. Auch die Innenstädte von Avellino und Potenza erlitten starke Zerstörungen; sie wurden in der Folge modern wieder aufgebaut. Die damalige Gemeinde Apice ist heute eine Geisterstadt; der Ort wurde einige Kilometer entfernt völlig neu wieder errichtet. Gefühlt wurde das Erdbeben in ganz Süditalien.
2.735 Menschen kamen ums Leben, etwa 9.000 wurden verletzt, mehr als 390.000 Menschen wurden obdachlos. Mehr als 90 Nachbeben erschwerten die Rettungsarbeiten. Katastrophenhilfe wurde nicht nur von den italienischen Behörden geleistet, aus der ganzen Welt gingen Spenden und staatliche Unterstützung ein. Von den Vereinigten Staaten wurden 70 Millionen US-Dollar gespendet, aus Deutschland kamen 32 Millionen, auch aus Staaten wie dem Irak (3,1 Millionen) und Algerien (0,5 Millionen) gingen Hilfen ein. Insgesamt wurden im Laufe der Zeit 58,640 Milliarden Lire zur Behebung der Schäden investiert. Über die Verwendung der Gelder gab es beträchtlichen Streit, da die korrekte Zuweisung der Hilfen in Zweifel gezogen wurde. Neben vielen korrupten Kommunalpolitikern, die sich an den internationalen Hilfsgeldern bereicherten, zweigte auch die örtliche Camorra erhebliche Summen für sich ab – sowohl in Form von fingierten Bauprojekten als auch von Schutzgeldern, welche von den Hilfsorganisationen erpresst wurden. Nur etwa ein Viertel der Gesamtsumme erreichte die eigentlichen Opfer. Im Zuge des dreijährigen Verteilungskampfes, der sich ab 1980 zwischen den Camorra-Clans ausbreitete, starben weitere achthundert Menschen.

## Geologischer Rahmen
Die Irpinia ist eine der am stärksten von Erdbeben gefährdeten Regionen im Süd-Apennin. Hier treten in einer dem Verlauf des Apennins folgenden Zone im Mittel alle 20 Jahre Schadensbeben mit einer Intensität von mehr als IX auf der Mercalli-Skala auf, die meisten davon in Tiefen zwischen 20 und 30 Kilometern. Die für die Erdbeben verantwortlichen Spannungen gehen auf die Öffnung des Tyrrhenischen Meeres sowie die andauernden Faltungs- und Überschiebungsvorgänge im Süd-Apennin zurück.